# Sophia Laforteza
Sophia Elizabeth Guevara Laforteza (nacida el 31 de diciembre de 2002), también conocida monónimamente como Sophia, es una cantante filipino-estadounidense con sede en Los Ángeles, California. En 2024, debutó como líder del grupo de chicas Katseye, formado a través del programa de competencia global de Hybe UMG y Geffen Records Dream Academy en 2023.

## Primeros años
Sophia Elizabeth Guevara Laforteza nació el 31 de diciembre de 2002 en Queens, Nueva York, y creció en Manila, Filipinas. Su madre, Carla Guevara Laforteza, es actriz y cantante de teatro musical, mientras que su padre, Basilio Godfrey Laforteza III, fue bailarín y actualmente es chef ejecutivo. También tiene un hermano mayor, nacido un año antes, y un hermano menor. Habla con fluidez inglés y tagalo.
Laforteza ha estado cantando desde los tres años. A los cinco, tomó varias clases de ballet, jazz, teatro musical, hip hop y tap. Se graduó con honores en excelencia académica en Multiple Intelligence International School en junio de 2021.

## Carrera

### 2022–presente: Family Feud,Dream Academyy debut con Katseye
En mayo de 2022, apareció en el programa de televisión Family Feud Filipinas junto a su madrina Samantha Lopez.
Desde el 19 de agosto hasta el 17 de noviembre de 2023, Laforteza representó a Filipinas en el programa de telerrealidad estadounidense Dream Academy, creada en colaboración con Hybe y Geffen Records para determinar a las integrantes de un supuesto grupo global. Finalmente, formó parte del grupo, debutando con Katseye.
Como integrante de Katseye, Laforteza fue la primera artista filipina en firmar con un sello de Hybe. Recibió apoyo público en Filipinas y expresó su gratitud, agradeciendo que le ayudaron a hacer realidad su "sueño". El sencillo debut de Katseye, "Debut", fue lanzado el 28 de junio de 2024 y posteriormente incluido en su primer extended play (EP), SIS (Soft Is Strong). 
En septiembre de 2024, Katseye viajó a Filipinas como parte de una promoción en Asia. Esta fue la primera visita de Sophia al país en más de dos años, tras su entrenamiento y debut con Katseye. El grupo realizó una presentación en el centro comercial Market! Market! en Metro Manila, Taguig, con más de 9,000 asistentes.
El segundo EP de Katseye, Beautiful Chaos, fue lanzado el 27 de junio de 2025.

## Discografía
la discografía de Sophia con Katseye

## Filmografía

### Programas de televisión
| año  | Título                             | Rol          | Canal                 | Ref.   |
| ---- | ---------------------------------- | ------------ | --------------------- | ------ |
| 2008 | She Said, She Said                 | Yo           | Golden Nation Network | [ 11 ] |
| 2022 | Family Feud                        | Participante | GMA Network           | [ 12 ] |
| 2023 | Dream Academy                      | YouTube      | [ 14 ]                |        |
| 2024 | Academia de Estrellas Pop: Katseye | Yo           | Netflix               | [ 23 ] |